# Mydlnica oliwska
Mydlnica oliwska (Saponaria × oliviana) – gatunek rośliny należący do rodziny goździkowatych, mieszaniec powstały w wyniku skrzyżowania m. darniowej (S. caespitosa) i m. drobnej (S. pumila). Jest uprawiany jako roślina ozdobna.

## Morfologia
PokrójBardzo niska roślina poduszkowa (wysokość poduszki 2–3 cm) o zwartym pokroju i pokładających się, rozgałęzionych na końcu łodygach.
LiścieRównowąskie, soczyście zielone.
KwiatyJasnoróżowe o średnicy 1,5–2 cm i owłosionym kielichu. Zakwitają obficie w czerwcu–lipcu, nie zawiązują nasion.

## Zastosowanie i uprawa
Roślina szczególnie nadaje się do ogrodów skalnych oraz do obsadzania murków czy skarp. Jest wystarczająco mrozoodporna. Najlepiej rośnie na glebie lekko zasadowej, gliniasto-żwirowej i stale lekko wilgotnej. Wymaga stanowiska słonecznego. Najłatwiej rozmnażać ją na wiosnę przez podział kęp. Można też ukorzeniać pojedyncze pędy.